# Глухите камъни
Глухите камъни е сред най-големите скално-култови комплекси в Източните Родопи.
През 1970-те години се изказва хипотезата, че е възникнал през ранножелязната епоха, като със сигурност е функционирал през античността и Средновековието. Свещеното място е използвано от древнотракийските племена, населявали района, но  трапецовидните ниши и зооморфните и антропоморфните скални профили сочат възникването му още в енеолита. Представлява комплекс от над 200 трапецовидни ниши, които са издълбани върху монолитен скален блок, изсечени в скалата две гробници и стълба водеща към водохранилище и тракийско селище, съществувало южно от скалата. Като пример за почитта на населението към това място и приемственост между религиите, тук е изградена и църква от 5 – 6 век, част от монашеска обител, която вероятно е разрушена и разграбена от войниците на Третия кръстоносен поход. Мястото е обявено за природна забележителност в края на 1972 г.

## Местонахождение
Светилището е разположено върху четири скални масива, разделени от дълбоки проломи. Намира се в най-високите части на източнородопския рид Гората при надморска височина 500 – 560 метра в землището на село Вълче поле. Намира се в рамките на община Любимец, непосредствено до землището на село Ефрем, община Маджарово. До него се достига по черен път, отделящ се от превала при шосето, свързващо селата Малко градище и Дъбовец. Естествено скалите са насочени на юг към Вълчеполската котловина. Оттук се открива поглед и към началото на язовир Ивайловград при село Бориславци. На около 700 метра източно от местността се намира едноименният връх – Глухите камъни (709 m), който е и най-високият връх от рида Гората.

## История на проучването
Глухите камъни са посетени и споменати от братята Карел и Херман Шкорпил. В края на 1970-те години тук са извършени и теренни проучвания от екип на археолога Иван Венедиков. Известността си получават едва след 1975 г., когато при експедиция на Александър Фол той ги описва. През 2008 г. започват същински теренни проучвания водени от екипи на археолозите Георги Нехризов и Дойчин Грозданов. През 2015 г. се провеждат издирвания и детайлизиране на археологическата картина в непосредствената околност на Глухите камъни посредством LiDAR заснемане, предоставящо възможност да се премахне виртуално растителната покривка.

## Описание
Светилището вероятно е част от цял комплекс, свързан с населено място южно от него в посока към река Арда. Почти всички скални масиви в околността са маркирани с трапецовидни ниши. Регистрирани са също така и засводени, кръгли и правоъгълни ниши. В подножието на най-западния скален блок са издълбани две килии, чието датиране и предназначение е обект на догадки. Помещенията са служили за баптистерий през Средновековието. В южния край на скалата са изсечени стъпала, които водят до резервоар за вода, издълбан в скалата. На площадка в основата на скалата са открити основите на църква от V – VI век. Вероятно тя е изградена върху езическо светилище. Южно от скалите са открити основите на различни сгради, които вероятно са имали представителен вид, както и останки от крепостна стена. От артефактите интерес представляват съдове, служили за преливане на течности, мраморна плочка с изобразен на нея символ, както и монети, една от които от елинския град Абдера, намирал се при устието на Места.
- Издълбаната килия с олтар вдясно, вероятно служила като баптистерий
- Всечената в скалата стълба, водеща към резервоара
- Правоъгълна и трапецовидна ниши
- Изглед към язовир Ивайловград